# Albert Depreitere
Albert Depreitere (Rumbeke, Roeselare, 12 de outubro de 1915 - Westrozebeke, 30 de junho de 2008) foi um ciclista belga que correu durante os anos 30 do século XX. Só se lhe conhece uma vitória, a segunda edição da Gante-Wevelgem, a de 1935.

## Palmarés
- 1935
  - 1.º na Gante-Wevelgem